# ماكس ديفرينت
ماكس ديفرينت (بالألمانية: Max Devrient)‏ (و. 1857 – 1929 م) هو ممثل، وممثل مسرحي ألماني، ولد في هانوفر، توفي في خور، عن عمر يناهز 72 عاماً.

## جوائز
حصل على جوائز منها:

Ring of Honour of the City of Vienna ‏

## وصلات خارجية
- ماكس ديفرينت على موقع IMDb (الإنجليزية)
- ماكس ديفرينت على موقع الموسوعة البريطانية (الإنجليزية)
- ماكس ديفرينت على موقع ألو سيني (الفرنسية)
- ماكس ديفرينت على موقع قاعدة بيانات الأفلام السويدية (السويدية)
- ماكس ديفرينت على موقع قاعدة بيانات الفيلم (الإنجليزية)
- ماكس ديفرينت على موقع كينوبويسك (الروسية)

- ماكس ديفرينت في قاعدة بيانات الأفلام على الإنترنت